# جم لیک (مینه‌سوتا)
جم لیک، مینه‌سوتا (به انگلیسی: Gem Lake, Minnesota) یک شهر در ایالات متحده آمریکا است که در شهرستان رامسی واقع شده‌است.

## خصوصیات
جم لیک ۲٫۹۵ کیلومترمربع مساحت و ۳۹۳ نفر جمعیت دارد و ۲۹۲ متر بالاتر از سطح دریا واقع شده‌است.